# Särkijärvi (sjö i Laukas, Mellersta Finland)
Särkijärvi är en sjö i kommunen Laukas i landskapet Mellersta Finland i Finland. Den är 2,2 meter djup. Arean är 45 hektar och strandlinjen är 4,98 kilometer lång. Sjön  ingår i Kymmene älvs huvudavrinningsområde.   Den ligger omkring 26 kilometer öster om Jyväskylä och omkring 240 kilometer norr om Helsingfors. 